# Howard Dean
Howard Brush Dean III (født 17. november 1948 i East Hampton, New York) er en amerikansk politiker og forhenværende formand for Democratic National Committee, der er Demokraternes centrale organisation på forbundsniveau. 
Dean har en akademisk grad i medicin fra Albert Einstein College of Medicine i 1978. Han gik ind i politik i 1982, hvor han blev medlem af Repræsentanternes Hus i staten Vermont og blev viceguvernør i 1986. I 1991 blev han statens guvernør, hvilket han var frem til 2003. I 2004 gik han efter at blive Demokraterens præsidentkandidat, men tabte til John Kerry.
Politisk anses Dean for at tilhøre venstrefløjen i Demokraterne, men under hans tid som guvernør førte han en restriktiv økonomisk politik, som betød at Vermont reducerede sin gæld og samtidig gav borgerne to skattelettelser. 